# ジンナ・チャン
ジンナ・チャン（英語: Jingna Zhang, 簡体字: 张晶娜; 繁体字: 張晶娜; 拼音: Zhāng Jīngnà）は北京市生まれでシンガポール育ちの写真家および芸術家である。ファインアート分野で国際的な評価を受けており、VOGUE（ヴォーグ）、ELLE（エル）、ハーパーズ バザーなどの有名なファッション誌の表紙を飾るなどの活躍を見せている。ガンダムファンであり、zemotionという別名は『ガンダムW』から採用している。
2018年度フォーブス30アンダー30アジア版の受賞者の1人である。2022年12月に生成AIから芸術家を保護するアートプラットフォームおよびSNSのCara（カーラ）を立ち上げた。

## 経歴

### 生い立ち
中華人民共和国の北京市に生まれ、エアライフルのコーチをしている母親と共に8歳でシンガポールに移住した。

### エアライフル
14歳でラッフルズ女子中学校に入学してエアライフルを始めると同年には国内記録を塗り替えた。16歳にはエアライフルのシンガポールの代表チームの選手となり、訓練中心の生活が続いて学業から2年離れることとなった。休学中にアーティスト友達のKuang Hongのマネージャーとして働いていており、コンピュータグラフィックスに関する業界を学ぶきっかけになっている。
2005年、オーストラリアのメルボルンで開催されたコモンウェルスシューティングチャンピオンシップス10mエアライフルでは金メダルを獲得し、翌年メルボルンの2006年コモンウェルスゲームズでは10mエアライフルのペアで銅メダルを受賞している。その功績からシンガポール国内オリンピック評議会から2006年のスポーツガール・オブ・ザ・イヤーに選出された。

## 写真
16歳でラッフルズ女子中学校を中退し、ラサール芸術大学のファッションデザイン課に入学し直した。18歳のときにカメラに出会って写真への興味が大きくなる。オリンピックに出る夢もあったが、約5年間ライフルを続けた後、2008年にはライフルのチームと大学をやめて完全に写真家へ転向した。
19歳で台湾のメルセデス・ベンツCMを手がける。
2008年の初めに、あるスタジオのアシスタント兼ジュニア写真家としてとして働きはじめるが望む方向性とは違ったため1ヶ月後に退職した。
2008年9月にシンガポールで初めての個展「Something Beautiful」を開く。
2010年4月にシンガポールのオーチャード・ロードではファッションの祭典「Fashion Season @ Orchard」が開催され、その中で4月2日から5月9日まで彼女の50点の写真がロードに沿って展示された。シンガポールでは初めてのファッション写真をテーマにした大規模なストリート展示会だった。
2010年5月に在シンガポール日本国大使館の協力によりシンガポールのジャパン・クリエイティブ・センターで、LUNA SEAやX JAPANで知られるSUGIZOとのコラボレーション作品や日本から影響された作品の個展「Aangel Dreams」を開いている。SUGIZOとはポートレート撮影などでたびたび仕事をしている。
2013年にはアメリカのニューヨークを拠点にしている。2013年にイタリアのミラノのガレリア・カルラ・ソッツァーニの25人のうちの1人に選ばれた。
2013年から個人的な撮影でポストカード集「Motherland Chronicles」を作成した。この撮影ではAntoon van Welie、天野喜孝、ジョージ・フレデリック・ワッツ、末弥純などの作品にインスピレーションを得たとしている。子供のころから日本のアニメ・漫画・ゲームが好きで、それらが反映されている。古典のファンタジーや天野作品、それから80年代-90年代のファンタジーアニメなどのオマージュとして、額を飾る円環のアクセサリーサークレットをモデルの装飾に用いている。「Motherland Chronicles」では2013年ロサンゼルスにて天野のキャラクターとコラボしてフィリピンのコスプレイヤーアローディア・ゴセンフィアオを撮影した。
秋元梢の撮影などもしている。
2018年6月29日に発売したオムニバス写真集『DARK EROS ダークエロス』には自身を含めて5人の写真家で合同参加し、元水曜日のカンパネラのボーカルのコムアイの撮影をしている。
2021年12月、西洋雑誌の仕事の中で、自身の外見や作風などに対して人種差別や外国人嫌悪を感じており、ファッション写真分野から離れると発表した。
ラファエル前派や日本のアニメなどに影響を受け、ヨーロッパやアジアからの絵画的なモチーフを写真に取り入れてきたが、西欧・欧米市場における東洋的な表現に対する偏見と否定に苦痛を感じていたと吐露している。数年前に、一流雑誌の編集者から「完全な眉や黒髪や赤い唇などは西洋では間違っている」という内容を言われ、自身が表現していたアジアの要素を否定されたことなどで強いショックに感じて2週間泣き続け、西洋の出版物での撮影作業から去ることを決意した。芸術学校から言われた「アニメは正しい芸術じゃない」という言葉で落胆を覚えたことなども後々になって響いてきているようである。

## 趣味・その他
ドイツの写真家ピーター・リンドバーグの作品に影響を受けている。また、多くの画家やイラストレーターが好きでインスピレーションを得ており、最初に影響を受けたのはジョン・ウィリアム・ウォーターハウスと天野喜孝だとしている。
『機動戦士ガンダム』シリーズのファンであり、2009年に来日した際にはお台場の実物大ガンダム立像を見た喜びを自身のブログに投稿している。また、DesignTAXIのインタビューでは、子供のころの夢を聞かれ「『新機動戦記ガンダムW』のパイロット」と答えていた。自身の愛称「Zemotion」は「Zero emotion」の略で『ガンダムW』のゼロシステム（Zoning and Emotional Range Omitted System）に由来する。
ゲーマーであり、アメリカ合衆国のゲーム『スタークラフト2』のセミプロチーム「Infinity Seven」を所有していた。
2016年8月16にフェイスブックなどで、スポーツや芸術を学ぶ子供に対しての偏見が多くあることを語り、コモンウェルスゲームへ向けてライフルの訓練に集中して勉強から離れたために無学だと言われたこと、また芸術を追及するために名門の中学校をやめたことをクラスで教師にバカにされたことなどを振り返っている。

## ルクセンブルクの学生による知的財産権侵害
2022年6月頃、ジンナはルクセンブルクの美術学生のジェフ・ディーシュブルクに対して提訴し、SNSなどでも表明した。ジェフはジンナの撮影した写真作品を反転させて模倣した絵「トゥーランドット」でルクセンブルク政府主催の展覧会に出展し、「第11回現代美術ビエンナーレ賞」を獲得して賞金1500ユーロを得ていた。模倣されたのはジンナがネットで公開していた写真であり、韓国の歌手Ziaとして知られるPark Ji Hyeを撮影したものでファッション雑誌ハーパーズ バザーベトナム2017年11月分の表紙のアウトテイク版である。2022年12月7日には「独創性が不十分」としてジンナの訴えが退けられたが、彼女はこの判決は自分だけでなく全てのアーティストや写真家の著作権を脅かす危険性を考えてさらに訴える意向を示した。
2024年5月、第二審でジンナが勝訴し、彼女はブログとSNSで勝利と安堵を発表した。被告のジェフには「トゥーランドット」の展示の禁止と違反時の罰金が課された。勝訴するまでにジンナは性別や人種や職業などで差別され、例えば中国人が著作権や盗用に対して言及することへ揶揄する言葉が投げつけられるなどの嫌がらせもあったと告白している。また、裁判所の書類を開示した者によって、自宅の場所が突き止められたり、仕事を失ったりするなどの被害を受けた。そのような苦境に負けなかったのは、「人生で1度は正義をなしたい」という思いを持ち、若かったころに戦うことができなかった自分やそれと同じように立ち向かえない人のためであった。

## 生成AI企業への集団訴訟
2023年11月30日、ジンナは彼女を含めた主にアメリカで活躍する10人のアーティストで、生成AIの企業であるStable DiffusionのStability AIとMidjourney、芸術コミュニティサイトのdeviantArt、Runway AIに対して集団訴訟を起こすとブログで発表した。もともと2023年1月にアメリカで漫画家のサラ・アンダーセン、イラストレーターのケリー・マッカーナン、ビジュアルアーティストのカーラ・オーティスたち3人が、著作権侵害でありデジタルミレニアム著作権法に違反するとして、生成AI企業のStable DiffusionのStability AI社とMidjourneyと芸術家コミュニティのdeviantArtに対して集団訴訟を起こしていた。アーティスト仲間の3人の後に続く形で、ジンナの他には『マジック:ザ・ギャザリング』などで活躍するゴシックファンタジー系風イラストレーターのジェラルド・ブロムやイラストレーターのグレッグ・ルトコウスキー、イラストレーターのグレゴリー・マンチェス、イラストレーターのジュリア・ケイ、イラストレーターのホーク・サウスワース、漫画家のアダム・エリスなどが原告となった。
ジンナがフリーランスの写真家として芸術を追求できたのは著作権があったおかげであり、一般からクリエイターまで含めて何十億もの画像を不正に利用する生成AIはそれに違反していて放置することはできないというのが参加した理由である。

## プラットフォーム Cara
2022年12月15日に、人間の芸術家を生成AIの搾取から守り、自分たちが楽しく使えるためのアプリでプラットフォームおよびSNSのCara（カーラ）を仲間と立ち上げ2023年1月10日に一般公開を発表した。
プラットフォーム側にはユーザーのデータを機械学習に使う権利はないと明示している。AI画像が投稿された際には自動的にAI検出され除外される。また、シカゴ大学のGlaze（グレーズ）プロジェクトの協力を得て、プラットフォーム上で作品の投稿時に妨害効果をかけられる「Cara Glaze」を採用している。Glazeは画像生成AIの追加学習にて作品のスタイルの模倣を妨害するノイズであり、「USENIXセキュリティ・シンポジウム」においてインターネット・ディフェンス賞を獲得している。MetaのInstagramがユーザーのデータを生成AIに利用しているのが発覚した2024年6月頃からアーティストがAIのスクレイピングから逃れようとして集団で移動したため、Caraのユーザーは一週間で4万人から65万人に増えている。

## 受賞歴
- 2006年 - シンガポール・スポーツ・アワード、スポーツ・ガールズ・オブ・ザ・イヤー[11]
- 2007年 - シンガポール・マスター・フォトグラファー・プリント・コンペティション、マスター・フォトグラファー・オブ・ザ・イヤー[28]
- 2008年 - Overseas Fashion & Press Photographer of the Year, British Professional Photography Awards, Newcastle, UK[43]
- 2009年 - 3rd Place Advertising: Catalogue, International Photography Awards[44]
- 2009年 - 3rd Place Fine Art: Nudes, International Photography Awards[44]
- 2011年 - Photographer of the Year, Elle Awards, Singapore[45]
- 2012年 - Honorable Mention in Fine Art: Portraits, Fine Art: Nudes, and Advertising: Fashion, International Photography Awards[46]
- 2013年 - Best Beauty/Glamor Photographer, FRAMED Awards, Las Vegas, USA[47]
- 2013年 - Young Photographer of the Year, Mobius Awards[48]
- 2015年 - Recipient, 7th Julia Margaret Cameron Award for Women Photographers[49]
- 2017年 - Gold, Portraiture, Px3 Prix de la Photographie, Paris[50]
- 2018年 - フォーブス30アンダー30アジア[4]

## 展示会

### 個展
- 2008年 - Something Beautiful, ザ・アーツ・ハウス, シンガーポール, 2008[14]
- 2010年 - Fashion Season @ Orchard Street Exhibition, オーチャード・ロード, シンガポール, 2010[15]
- 2010年 - Angel Dreams, ジャパン・クリエイティブ・センター, シンガポール 2010[51]
- 2017年 - PURE, ヒョーカルチャーセンター, スウェーデン[52]

### グループ展
- 2013年 - Vogue Italia: "A Glimpse at Photo Vogue", ガレリア・カルラ・ソッツァーニ, ミラノ, 2013[20]

## 書籍
- Zhang Jingna Postcard Collection (2009, ISBN 978-981-08-3810-2)
- Something Beautiful (2008, ISBN 978-981-08-1309-3)